# Генопатије
Генопатије су наследне болести који настају као последице неке мутације гена.
Генопатије су наследне болести човека узроковане мутацијом гена, које се испољавају као доминантне или рецесивне, а гени могу да буду смешетени на:
- неком аутозомном хромозому или
- полном хромозому (X или Y).